# 克鲁季 (科德马区)
47°57′45″N 29°12′43″E / 47.96250°N 29.21194°E
克魯季（烏克蘭語：Круті）是位於烏克蘭西南部的村莊，由敖德萨州波季利斯克区的科迪馬市鎮負責管轄。該村始建於十八世紀，面積4.34平方公里，2001年人口820，人口密度每平方公里188.94人。